# Nomada sexfasciata
Nomada sexfasciata ist eine Biene aus der Familie der Apidae. 

## Merkmale
Die Bienen haben eine Körperlänge von 11 bis 13 Millimetern (Weibchen) bzw. 11 bis 14 Millimetern (Männchen). Der Kopf und Thorax der Weibchen ist schwarz und ist gelb gezeichnet. Die Tergite sind schwarz, die ersten drei haben gelbe Flecken, das vierte und fünfte hat gelbe Binden. Das Labrum ist gelb und gleich lang wie breit. Das dritte Fühlerglied ist gleich lang wie das vierte. Die Stirnplatte (Clypeus) tritt deutlich hervor. Das schwach gehöckerte Schildchen (Scutellum) hat zwei gelbe Flecken. Die Schienen (Tibien) der Hinterbeine sind am Ende stumpf und haben feine Dörnchen, die in der Behaarung schlecht erkennbar sind. Die Männchen sehen den Weibchen ähnlich.

## Vorkommen und Lebensweise
Die Art ist in Süd- und Mitteleuropa verbreitet. Die Tiere fliegen von Ende April bis Ende Juni. Sie parasitieren Eucera longicornis und Eucera nigrescens, vermutlich auch Eucera interrupta.

## Belege
Felix Amiet, M. Herrmann, A. Müller, R. Neumeyer: Fauna Helvetica 20: Apidae 5. Centre Suisse de Cartographie de la Faune, 2007, ISBN 978-2-88414-032-4.